# Siksjön, Arvidsjaurs kommun
Siksjön är en by vid Byskeälven i Arvidsjaurs kommun i Norrbotten nära lappmarksgränsen. Byn är en vägknut mellan militärvägen, länsväg 373 och landsvägen mellan Byske och Arvidsjaur.